# فیل
فیل یا پیل جانوری بزرگ‌جثه و گیاه‌خوار از راسته فیل‌سانان و خانواده فیلان است. فیل‌ها تنها بازماندگان راسته فیل‌سانان محسوب می‌شوند و امروزه در مناطقی از جنوب آفریقا، جنوب آسیا و جنوب شرق آسیا زندگی می‌کنند. فیل‌ها امروزه تنها شامل ۲ سرده و ۳ گونه می‌شوند اما در گذشته از تنوع بیشتری برخوردار بودند و شامل ماموت‌ها و فیل‌های راست‌عاج نیز می‌شدند.
در پایان پلیستوسن و آغاز هولوسن تنوع این جانوران رو به افول گذاشت و نسل آن‌ها در کردیچال
اروپا، شمال آسیا و آمریکای شمالی به‌طور کامل منقرض شد. گذشته از اندازه بزرگ فیل‌ها، دو چیز دیگر که آن‌ها را از بقیه پستانداران متمایز می‌کند، خرطوم و عاج آن‌هاست. فیل‌ها می‌توانند روزانه ۶۰ گالن آب و ۲۵۰ کیلوگرم یونجه بخورند.

## گونه‌ها
خط فرگشتی دو گونه فیل آفریقایی و فیل آسیایی در حدود ۶٫۷ میلیون سال پیش از هم جدا شد. هم‌اکنون سه گونه با نام‌های فیل بیشه آفریقایی، فیل جنگلی آفریقایی و فیل آسیایی وجود دارند.
فیل‌ها ۴ زانو دارند که دو زانو رو به عقب و دو زانو رو به جلو خم می‌شود. وزن فیل‌ها تا ۷ تن می‌رسد و آن‌ها مانند انسان حدود ۷۰ سال عمر می‌کنند.

### فیل آفریقایی
این گونه در قاره آفریقا و بیشتر جمهوری کنگو، جمهوری دموکراتیک کنگو و کنیا زندگی می‌کند فیل‌های آفریقایی تا بیش از ۴ متر ارتفاع دارند.

### فیل آسیایی
فیل‌های آسیایی در جنوب و جنوب شرق آسیا و در کشورهای هند، میانمار، سری‌لانکا و مناطق سوماترا و شبه‌جزیره مالایا پراکندگی دارند.

### تفاوت میان گونه‌ها
فیل آسیایی دارای پیشانی متورم و عاج سبک‌تر وگوش‌های کوچک‌تر است. همچنین، قد فیل و عاج فیل آسیایی کوچک‌تر از فیل آفریقایی است. از تفاوت‌های دیگر این دو نوع فیل آن است که در حالی که فیل‌های آفریقایی چهار یا پنج سم در جلو و سه سم در عقب دارد در فیل آسیایی سم‌ها به ترتیب چهار و پنج عدد است.

## آناتومی و ساختار بدنی

### اندازه
فیل‌ها بزرگ‌ترین جانوری خشکی‌زی هستند. فیل آفریقایی بیشه بزرگ‌ترین گونه و فیل آفریقایی جنگلی کوچک‌ترین گونه فیل است. نرها معمولاً بزرگ‌تر از ماده‌ها هستند

## استخوان‌ها
فیل‌ها دارای ۳۲۶–۳۵۱ استخوان در بدن خود هستند. فیل‌های آفریقایی ۳۱ جفت دنده و فیل‌های آسیایی ۱۹ یا ۲۰ جفت دنده دارند.

## خرطوم

فیل ماده خرطوم خود را به نشانه هشدار بالا می‌آورد

خرطوم فیل‌ها حاصل اتصال بینی و لب بالایی است. این عضو، استخوان ندارد و دارای مقدار کمی چربی و حدود ۱۵۰۰۰۰ دسته ماهیچه‌ای است. یک یا دو لب انگشت در نوک آن وجود دارد. خرطوم این پستاندار تقریباً ۱٫۸ متر رشد می‌کند و وزنی حدود ۱۴۰ کیلوگرم دارد. این جانوران از خرطوم دراز خود به عنوان دست استفاده می‌کنند و با آن غذا و آب را در دهان خود می‌گذارند. فیل‌ها با استفاده از خرطوم خود می‌توانند حداکثر تا ۳۵۰کیلوگرم بار را برداشته و جابجا کنند. از دیگر کاربردهای خرطوم فیل‌ها احساس بویایی و همچنین تولید صدا است.
فیل‌ها از خرطوم برای نفس کشیدن و نوشیدن آب استفاده می‌کنند. به این صورت که ابتدا آب را بالا می‌کشد و سپس آن را از گلویش پایین می‌فرستد. خرطوم فیل مانند دست نیز عمل می‌کند. این دست هم آنقدر قوی است که می‌تواند شاخه‌های پربرگ را با آن‌ها بشکند و هم آنقدر دقیق که می‌تواند میوه‌ای به کوچکی تمشک را با آن بردارد.

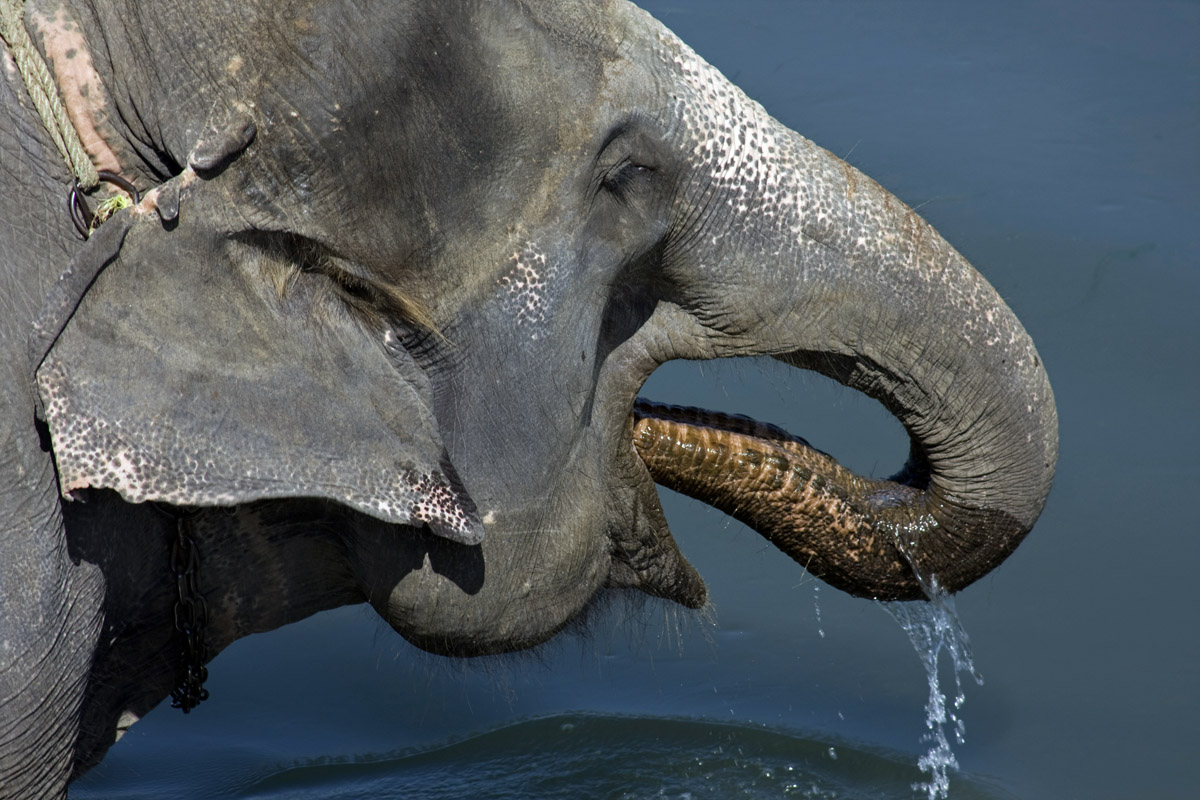
فیل آسیایی در حال نوشیدن آب با خرطوم خود

قدم زدن یک فیل آسیایی

فیل‌ها برای ابراز احساس و تمایل برای تولیدمثل، خرطوم‌هایشان را در هم حلقه می‌کنند. فیل‌های مادر وقت زیادی را صرف لمس و نوازش فرزندان خود با خرطوم می‌کنند. این «نوازش فیل» برای بچه فیل بسیار مهم است؛ زیرا بچه‌ای که نوازش نشود به اندازه بچه‌ای که تماس زیادی با مادرش داشته باشد رشد نمی‌کند.

## دندان
فیل‌ها معمولاً دارای ۲۶ دندان هستند که شامل دو دندان پیش که تبدیل به عاج شده‌اند و ۱۲ دندان آسیای بزرگ و ۱۲ دندان آسیا کوچک می‌باشد.
فیل‌ها در آرواره خود جوانه‌های ۶ مجموعه دندان زیر هم دارند که یکی پس از دیگری رشد می‌کنند و هنگامی که دندان آسیای قبلی می‌پوسد دندان جدیدی از زیر آن می‌روید و جانشین قبلی می‌شود.

## عاج
عاج در واقع دومین دندان‌های پیشین بالایی فیل است. وقتی مانند دندان انسان این دندان‌ها شروع به رشد می‌کنند، لایه‌ای از مینای دندان دارند. اما وقتی بزرگتر می‌شوند، مینا دیگر روی دندان‌ها را نمی‌پوشاند. بخش زیادی از عاج را پالپ دندان و رشته‌های عصبی تشکیل می‌دهند. فیل‌ها از عاج‌ها برای دفاع و خوردن غذا و همچنین برای کندن زمین جهت دسترسی به آب یا ریشهٔ درختان و جابجایی اشیا سنگین استفاده می‌کنند. عاج‌ها در تمام طول عمر فیل رشد می‌کنند؛ بنابراین فیلی که عاج‌های بسیار بزرگی دارد معمولاً حیوانی پیر است. فیل‌های نر از عاج برای مبارزه یا تصاحب ماده استفاده می‌کنند. عاج فیل‌های ماده کوچک‌تر از عاج فیل‌های نر است. فیل‌های آسیایی نر گاهی دارای عاج‌های بلندی هستند اما ماده‌ها عاج‌های بسیار کوچکی داشته یا بدون عاج هستند. همچنین برخی از فیل‌های نر آسیایی به ویژه فیل‌های سریلانکایی ممکن است بدون عاج باشند و بزرگ‌ترین عاج ثبت شدهٔ آن‌ها ۳۰۲سانتی‌متر طول و ۳۹کیلوگرم وزن داشته است. به دلیل شکار فیل‌های با عاج بزرگ توسط انسان‌ها، داشتن عاج کوچک به عنوان یک ویژگی مثبت تکاملی درآمده و طی انتخاب طبیعی فیل‌های بدون عاج یا عاج کوتاه موفق‌تر بوده و جمعیتشان رو به افزایش است.

## زاد و ولد
فیل‌ها معمولاً هر ۴ یا ۵ سال تولید مثل می‌کنند. آن‌ها طولانی‌ترین مدت بارداری را در بین جانوران خشکی دارند که تقریباً تا دو سال به طول می‌انجامد. معمولاً فیل‌های ماده می‌توانند تا حدود ۵۰ سالگی باردار شوند. فیل‌ها در هر زایمان معمولاً یک نوزاد به دنیا می‌آورند اما دوقلو زایی نیز در میان آن‌ها مشاهده می‌شود. نوزاد فیل هنگام زایش بین ۱۰۰ تا ۱۵۰ کیلوگرم وزن داشته و از این نوزاد در گلهٔ فیل‌ها به شدت محافظت می‌شود. نوزاد فیل در این مرحله ماهیچه‌های سختی در خرطوم خود نداشته و می‌تواند به راحتی شیر بنوشد.

## پوست
فیل‌ها پوست بسیار محکم و مقاومی دارند. در بخش‌هایی از پشت و سر جانور، ضخامت پوست به ۲/۵ سانتی‌متر می‌رسد. در نقاط دیگر مثل اطراف دهان و مقعد پوست نازک‌تر است. رنگ پوست فیل‌ها عموماً خاکستری و در مناطق خاصی از پوست نیز قهوه‌ای است.
پوست پر از چین و چروک فیل‌ها به اشعه ماورا بنفش خورشید حساس است. یکی از مزایای حمام کردن فیل‌ها در گل برای فیل‌ها ایجاد لایه‌ای محافظ در برابر نور خورشید است. فیل‌های آفریقایی روی سر و پشت خود خاک می‌پاشند. پاشیدن خاک سبب دور شدن مگس و حشرات نیز می‌شود. فیل‌ها با ایستادن در کنار بچه‌های خود هنگام خواب و سایه افکندن بر آن‌ها مانع تابش نور خورشید به آن‌ها می‌شوند.

## اندام‌ها
مغز فیل یک عضو بسیار توسعه‌یافته است و اندازه آن تقریباً ۴/۵–۵/۵ کیلوگرم بوده که معادل سه تا چهار برابر اندازه مغز انسان است. فیل‌ها دارای بزرگ‌ترین حنجره و دیافراگم در میان جانوران خشکی‌زی است و توسط آن‌ها می‌تواند صداهای بلندی تولید کند. فیل‌ها همچنین می‌توانند، بیش از ۳۰ نفر از بستگان خود را تنها از طریق استشمام بوی ادرار، تشخیص بدهند

## دمای بدن
دمای بدن در فیل‌ها حدود ۳۶ درجه سانتی‌گراد است و مانند دیگر پستانداران در شرایط متفاوت و ناپایدار دمای بدن کمی بالا یا پایین می‌آید.

## تهدیدها
فیل‌ها بینایی ضعیفی دارند ولی توانایی شنوایی و بویایی آن‌ها بسیار خوب است. اگر یکی از فیل‌ها احساس خطر کند، همه گله گوش به زنگ می‌شود.
شیرها و برخی از گوشتخواران دیگر گاهی به فیل‌های جوان و ضعیف حمله می‌کنند اما تهدیدهای اصلی نسل فیل‌ها، انسان و فعالیت‌های انسانی هستند. انسان‌ها فیل‌ها را هم به خاطر عاج و گوشت آن‌ها و هم به خاطر تصاحب زیستگاه طبیعیِ آن‌ها نابود می‌کنند. در آستانه سده ۲۰ میلادی، تعداد فیل‌ها در آفریقا حدود ۱۲ میلیون رأس برآورد شده بود. اکنون این رقم به ۴۵۰ هزار تا ۷۰۰ هزار رأس کاهش یافته است. در سال ۲۰۱۶ جمعیت آن‌ها ۳۵۰ هزار برآورد شد.
فیل‌های جنوب آفریقا جمعیت پایداری دارند، اما در بقیه نقاط، مانند آسیا، کاهش جمعیت بسیار سریع است. تانزانیا در طول پنج سال (از ۲۰۱۱ تا ۲۰۱۶)، ۶۰ درصد و موزامبیک ۴۸ درصد فیل‌های خود را از دست داده است. در مجموع طی صد سال اخیر، جمعیت فیل‌ها در حدود ۹۷ درصد کاهش داشته است.
بر اساس گزارش ماه مارس ۲۰۱۵، اتحادیه بین‌المللی حفاظت از طبیعت شکار غیرقانونی فیل‌های آفریقایی در سال ۲۰۱۴ نسبت به سال پیش از آن تغییری نکرده و فیل‌ها با سرعتی بیشتر از سرعت طبیعی زادوولد خود کشته می‌شوند. همچنین طی چهار سال بیش از صدهزار فیل کشته شده‌اند و با ادامهٔ این روند نسل این جانور در یک یا دو دهه آینده منقرض خواهد شد.
حدود ۳۰ هزار فیل در هر سال شکار می‌شوند و گروه‌های نظامی شورشی مانند الشباب در سومالی و ارتش مقاومت خدا در اوگاندا با استفاده از بالگرد، اسلحه‌های کلاشنیکف و آرپی‌جی و دوربین دید در شب، فیل‌ها را در گله‌های چندصدتایی شکار می‌کنند. بر اساس گزارش انجمن نشنال جئوگرافیک، قیمت یک جفت عاج صاف چندهزار دلار آمریکا است، اما عاج‌های خمیده با قیمت چندصدهزار دلار به فروش می‌رسند و مهم‌ترین بازار آن‌ها در چین است. رشد اقتصادی سریع کشورهای آسیا، به‌خصوص چین، بسیار به ضرر فیل‌ها تمام شده و قیمت عاج را افزایش داده است. هرچند قیمت عاج طی ۱۸ ماه تا ژانویه ۲۰۱۶ کاهش یافته و از ۲۱۰۰ دلار برای هر کیلوگرم به ۱۱۰۰ دلار در هر کیلوگرم رسیده است.
عاج فیل در کشورهای مبدأ، با قیمت صد دلار بابت هر یک کیلوگرم به واسطه‌ها فروخته می‌شود، اما زمانی که به چین یا تایلند می‌رسد تا ۲۱۰۰ دلار در هر کیلوگرم قیمت پیدا می‌کند. عاج فیل بیشتر از طریق کنیا و تانزانیا به کشورهای واسط مانند مالزی، ویتنام و فیلیپین منتقل می‌شود تا از آنجا به چین و تایلند برده شوند.

### اقدامات
بازارهای بین‌المللی مبادلهٔ عاج فیل در سال ۱۹۸۹ غیرقانونی اعلام شدند. اما بازارهای داخلی چند کشور به صورت قانونی به فعالیت خود ادامه دادند.
در سال‌های اخیر، آمریکا و چین توافق کرده‌اند تا تجارت عاج در کشورهای خود را ممنوع کنند.
در دسامبر سال ۲۰۱۶ دولت چین اعلام کرده است که از پایان سال ۲۰۱۷ تجارت عاج و هرگونه صنایع دستی تهیه شده با عاج را ممنوع خواهد کرد. اعمال این ممنوعیت از ۳۱ مارس ۲۰۱۷ شروع شده و تا پایان این سال تکمیل می‌شود. این موضوع می‌تواند چرخشی محوری برای پیشگیری از انقراض کامل این جانوران باشد. گروه‌های حامی و حافظ محیط زیست این تصمیم را «تاریخی» خوانده و این اقدامات را نقطهٔ عطفی در مسیر حفاظت از این موجودات می‌دانند. در پی این تصمیم، در مارس ۲۰۱۷ قیمت هر کیلو عاج به ۷۲۰ دلار سقوط کرد و اعلام شد که این اقدام، تأثیر مثبت بر کاهش تجارت عاج فیل گذاشته و امید به حفظ این جانوران بیشتر شده است. اما سرعت کاهش جمعیت آن‌ها باعث شده که به اقداماتی بیشتر نیاز باشد.

## رفتار و بوم‌شناسی

### سازمان اجتماعی
در پارک ملی امبوسلی، کنیا، گروه‌های ماده ممکن است از حدود ده عضو تشکیل شوند، از جمله چهار بزرگسال و فرزندان وابسته به آنها. در اینجا، زندگی یک فیل شامل تعامل با افراد خارج از گروهش است. دو خانواده مجزا ممکن است با یکدیگر ارتباط داشته باشند و گروه‌هایی را تشکیل دهند که به عنوان گروه‌های پیوندی شناخته می‌شوند. در طول فصل خشک، خانواده‌های فیل ممکن است در قبیله‌هایی جمع شوند. اینها ممکن است حدود ۹ گروه باشند، که در آنها قبیله‌ها پیوندهای محکمی ایجاد نمی‌کنند، اما از محدوده فصل خشک خود در برابر سایر قبیله‌های فیل دفاع می‌کنند. جمعیت فیل امبوسلی بیشتر به دو گروه فرعی «مرکزی» و «پیرامونی» تقسیم می‌شود. فیل‌ها به‌عنوان گونه‌ای بسیار اجتماعی، از دانستن اینکه کدام افراد هم نوع در نزدیکی آنها هستند، سود می‌برند. نتایج یک تحقیق نشان می‌دهد که فیل‌های امبوسلی می‌توانند تشخیص دهند که یک نمونه ادرار خاص متعلق به یکی از اعضای خانواده آنهاست یا متعلق به یک یک غیرخویشاوند است. تفاوت در واکنش به بوی ادرار نمونه‌هایی از اعضای غایب خانواده و اعضای غیر خانواده، دلالت بر این دارد که فیل‌ها خویشاوندان ماده را از غیر خویشاوندان با بویایی تشخیص می‌دهند و به احتمال زیاد، آنها می‌توانند همه افراد گروه خود، افراد جوان نر و ماده و همچنین بزرگسالان را ردیابی کنند (میانگین اندازه گروه ۱۴ فیل، حداقل ۴، حداکثر ۳۰ فیل).

## رابطه با انسان

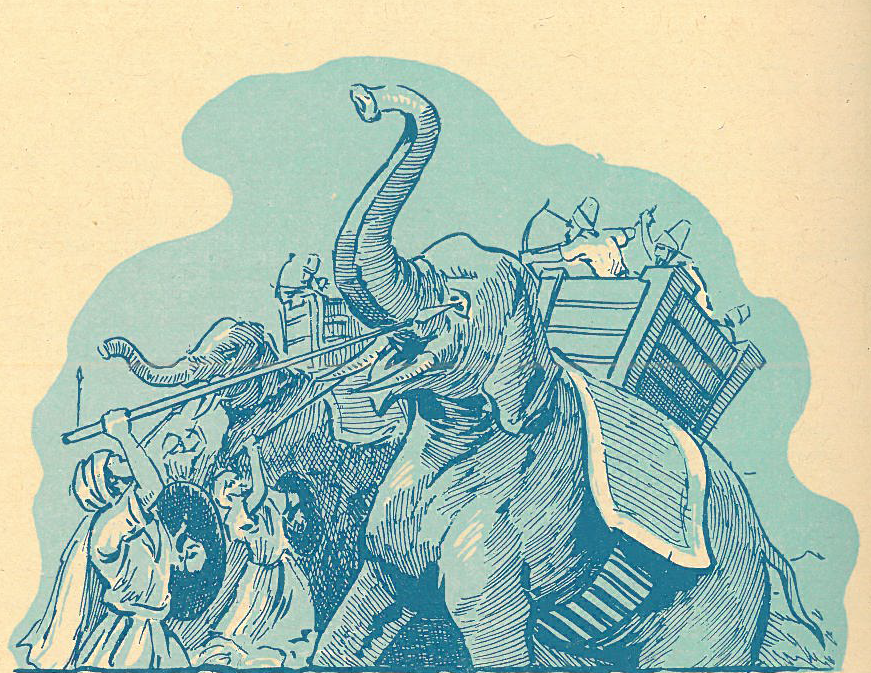
استفاده از فیل در نبرد

استفاده از فیل‌ها توسط بشر به عنوان جانوران کار یا جانوران بارکش قدمت بسیار زیادی در طول تاریخ دارد. در سال ۲۰۰۰ حدود ۱۴ تا ۱۶هزار فیل در قارهٔ آسیا به عنوان جانور کار استفاده می‌شده و در حال حاضر در مناطقی از جهان همچنان از فیل‌ها بهره‌برداری کاری می‌شود. این فیل‌ها عموماً در سن ۱۰ سالگی از طبیعت زنده‌گیری و تربیت و اهلی‌سازی می‌شوند. همچنین تا سدهٔ ۱۹ میلادی از فیل‌ها در جنگ به عنوان فیل جنگی مورد استفاده قرار می گرفت .
در حال حاضر در شمال تایلند از فیل‌ها جهت هضم دانه‌های قهوه و تولید قهوهٔ عاج سیاه استفاده می‌شود.
امروزه جهت درمان بعضی از بیماری‌های انسانی از فیل‌ها استفاده می‌شود. پزشکان در تایلند از فیل‌ها برای بهبود کودکان مبتلا به اوتیسم و نیز کودکان نابینا کمک گرفته‌اند تا این کودکان که از ارتباطات اجتماعی گریزان هستند، وارد تعاملات شوند. در طب سنتی بعضی از مناطق از عاج و گوشت فیل استفاده می‌شود.

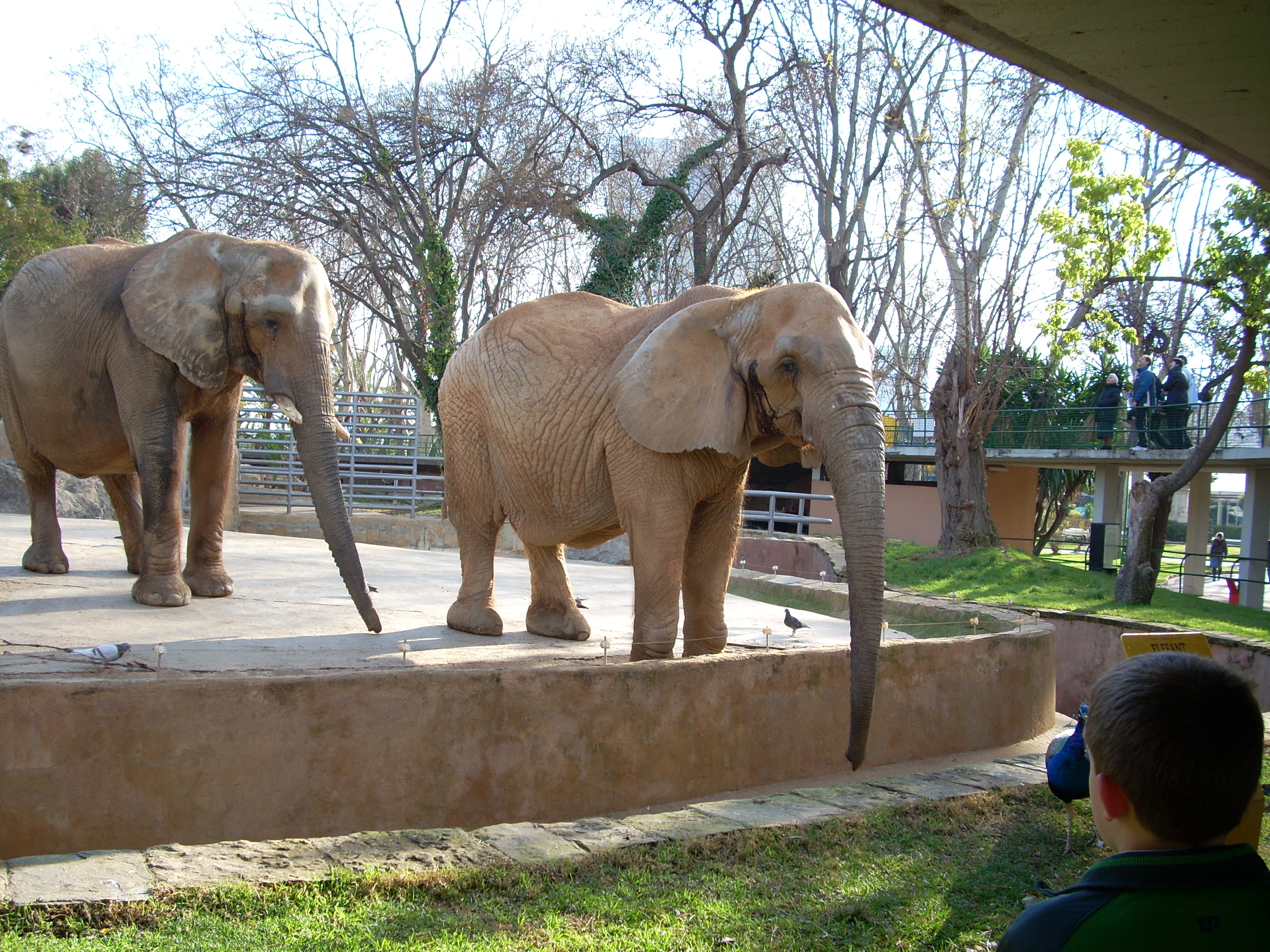
فیل‌های آفریقایی در باغ وحش بارسلون، اسپانیا

از دیگر موارد استفادهٔ انسان از فیل‌ها می‌توان به استفاده و نمایش آن‌ها در سیرک و باغ‌وحش‌ها اشاره کرد. یکی از مشهورترین فیل‌های سیرک فیلی به نام جامبو می‌باشد.

## نگارخانه

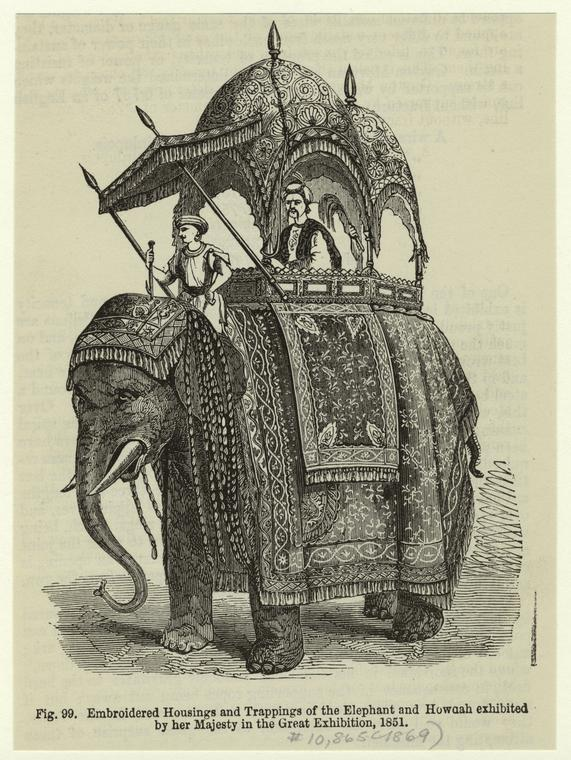
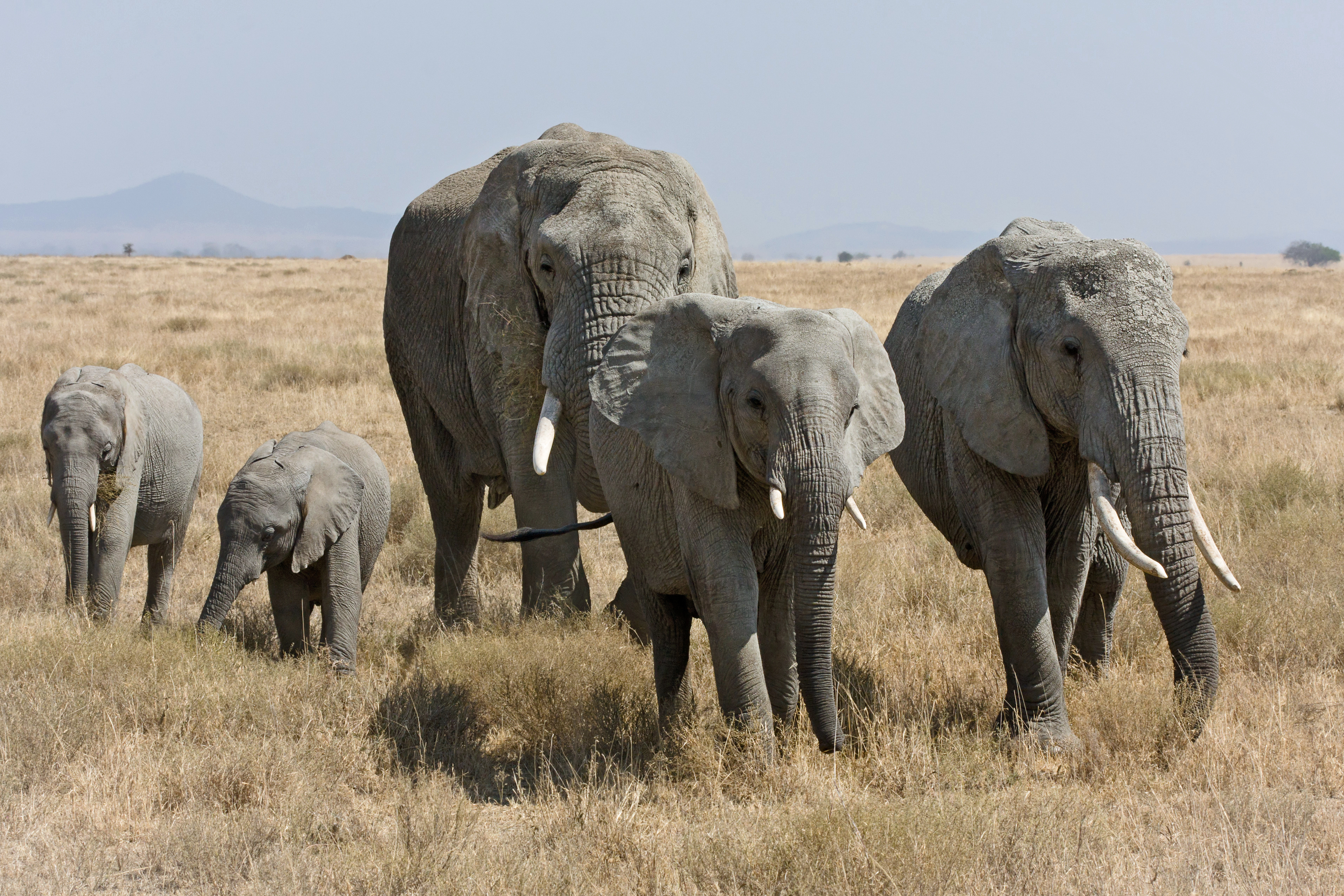